# Відновлення за Кіжнером — Вольфом
Відновлення́ за Кі́жнером—Во́льфом — хімічна реакція повного відновлення карбонільної групи за допомогою гідразину та сильною основою (найчастіше — гідроксидом калію).
Спочатку реакція поводилася нагріванням гідразону з етоксидом натрію в автоклаві при ~200 °C. Згодом було показано, що й інші основи можуть бути використані зі схожою ефективністю. Як розчинник зазвичай використувується діетиленгліколь.

## Механізм реакції
Найбільш ймовірний механізм реакції включає відщеплення карбаніону на заключному етапі: